# Villa La Fiorita

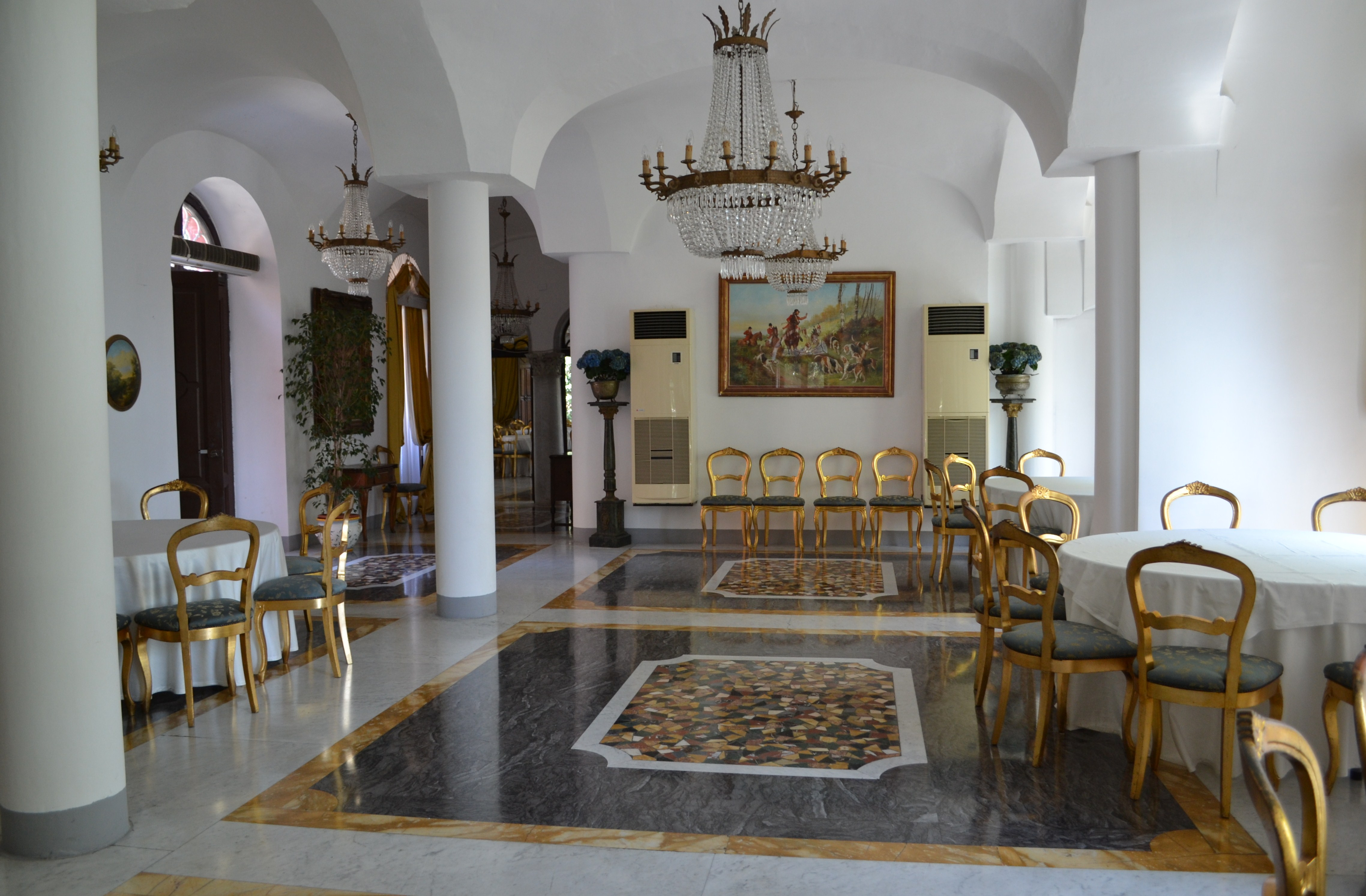
Villa Fiorita in Neapel: Einer der Innenräume

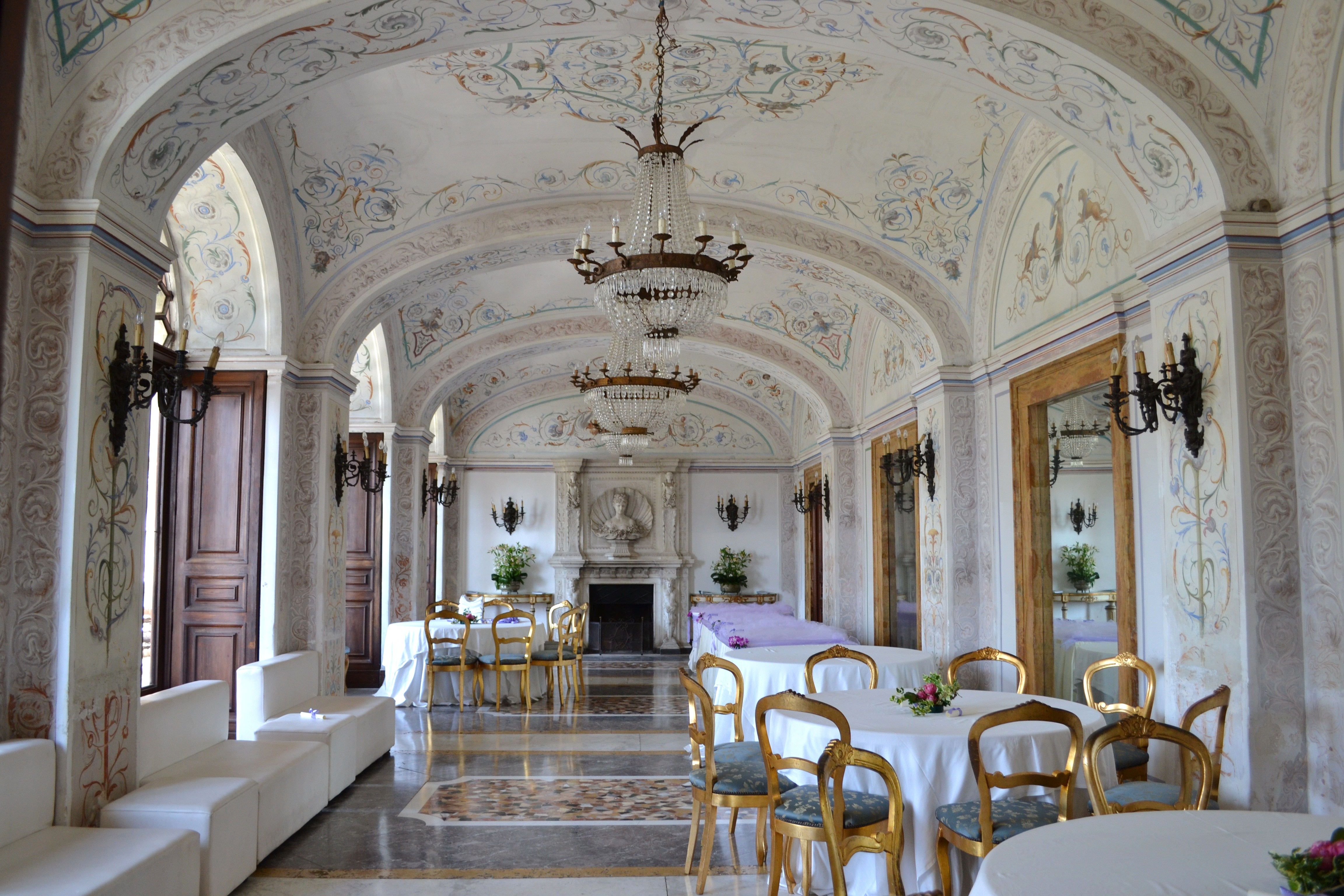
Einer der Innenräume des Landhauses

Die Villa La Fiorita (früher Villa Domi) ist ein Landhaus aus dem 18. Jahrhundert in den Colli Aminei von Neapel in der italienischen Region Kampanien. Sie liegt an der Salita dello Scudillo.

## Geschichte
Das Landhaus ließ eine reiche Schweizer Familie von Bankiers und Mäzenen erbauen: die Meuricoffres, die die erste Schweizer Kolonie im Königreich Neapel gründeten.

## Beschreibung
Das Gebäude aus dem 18. Jahrhundert besteht aus zwei Baukörpern, die in L-Form angeordnet sind und sind ein wertvolles Zeugnis für den damals sehr modernen, französischen Geschmack. Zahlreiche bekannte Persönlichkeiten, von Mozart bis Celeste Coltellini weilten bereits in dem Haus. Insbesondere war dort auch der bekannte Künstler und Bildhauer Francesco Jerace zu Gast, der mit seinen Werken die großartigen Salons und die Gärten bereicherte.
Das große Gartengelände, das den Architekurkomplex umgibt, ist neben den Statuen, Becken und Bänken, sowie weiteren architektonischen Elementen, durch eine Flora von besonderer botanischer Bedeutung gekennzeichnet. Heute dient der Komplex der Abhaltung von Zusammenkünften und Hochzeiten.